# Église Saint-Antoine de Pécrot
L'église Saint-Antoine est une église paroissiale de style néo-classique située à Pécrot dans la commune de Grez-Doiceau dans le Brabant wallon en Belgique. Saint Antoine était le saint patron de Pécrot et l'on y venait faire bénir ses cochons.

## Histoire
Construit en 1841 selon les plans de l'architecte Antoine Moreau, le bâtiment fut restauré de 1946 à 1954 par J. Colruyt. Autrefois rattaché au diocèse de Bossut, Pécrot devint une paroisse indépendante en 1857 sous la requête des habitants du village.
Aucune structure antérieure ne semble précéder l'église actuelle comme le suggère l'atlas des voiries vicinales de 1841.

## Description
Entouré de l'ancien cimetière, l'édifice surplombe la vallée de la Dyle. Plutôt simple, le bâtiment se compose d'un vaisseau accolé de deux collatéraux divisés en quatre travées. Le chœur, situé à l'est, est flanqué d'une sacristie au sud et d'une autre annexe au nord. Une tour occidentale à trois niveaux comprend l'entrée de l'église dont la porte est surmontée d'un fronton. 

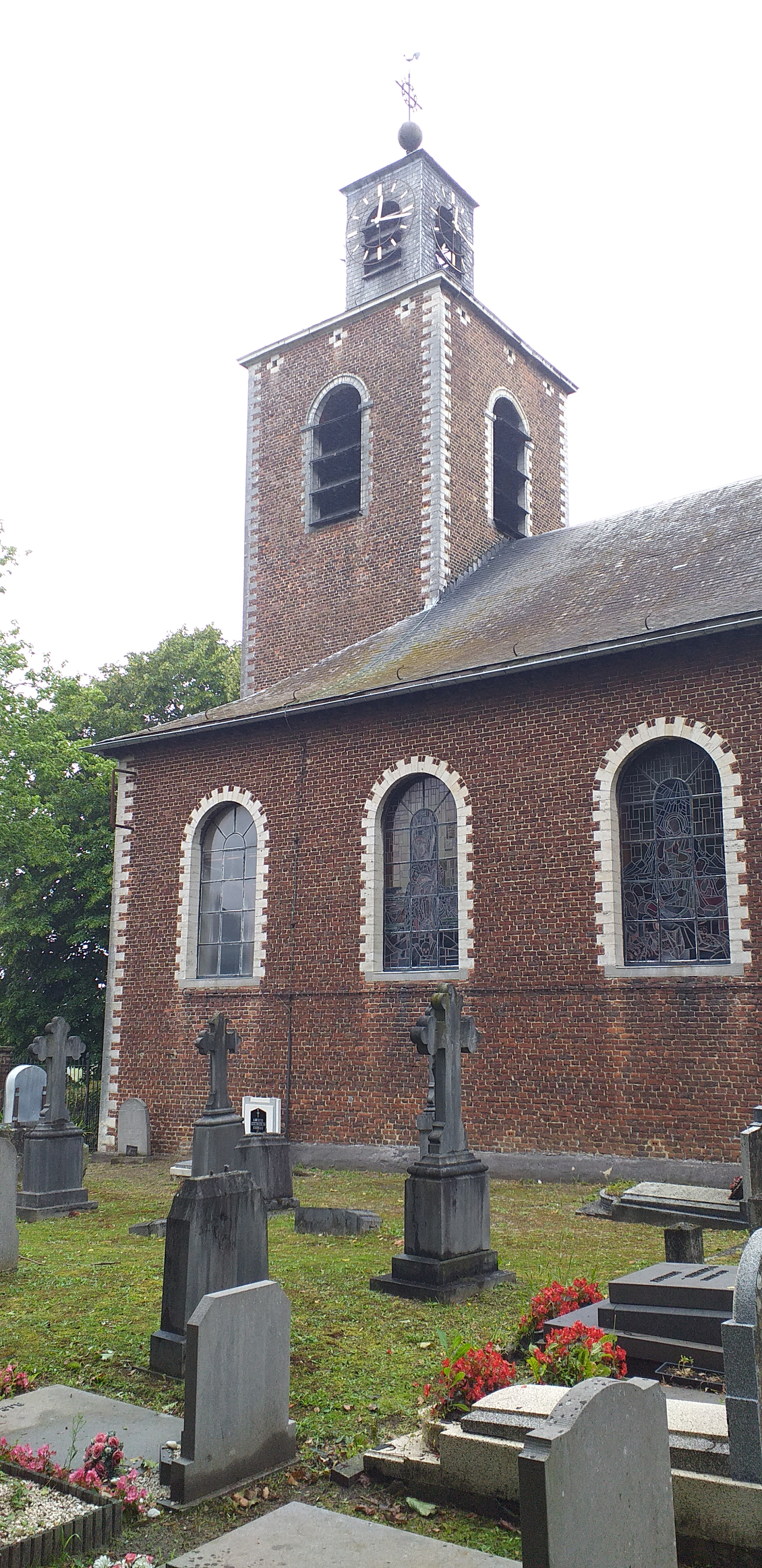
Vue depuis le cimetière.

A l'instar de nombreux autres édifices de la région, les matériaux utilisés sont principalement la brique et le calcaire gréseux (utilisé pour les soubassements, encadrements et chainages d'angles).

## Classement
Les orgues datant de la deuxième moitié du dix-huitième siècle sont classés depuis 2001.